# Le Sorcier du ciel
Pour plus de détails, voir Fiche technique et Distribution.
Le Sorcier du ciel est un film français réalisé par Marcel Blistène sur un scénario de René Jolivet. Le film est sorti en 1949.

## Synopsis
Le film raconte, de façon un peu romancée, la vie du Curé d'Ars.

## Fiche technique
- Réalisation : Marcel Blistène, assisté de Gilles de Turenne
- Scénario : René Jolivet
- Costumes : René Decrais
- Décors : Claude Bouxin
- Photographie : Charles Bauer
- Montage : Raymond Louveau
- Musique : Tony Aubin, Georges Derveaux
- Production : Ydex Films[1]
- Directeur de production : Alexis Plumet
- Date de sortie : 
  - France -  14 octobre 1949

## Distribution
- Georges Rollin : Jean-Marie Vianney, le Saint Curé d'Ars
- Marie Daëms : Catherine Lassagne
- Dora Doll : Benoîte
- Alfred Adam : Samson
- Claire Gérard : Mme Bibost
- Alexandre Rignault : Ruffin
- Jandeline : Mme Ruffin
- Léon Belières : M. Mandy, le maire d'Ars
- Gisèle Alcée
- Roland Armontel : Le sacristain
- Paul Faivre :  L'abbé Toccanier
- Daniel Ivernel : Georges Malray
- Raymond Loyer : Satan (l'ombre)
- Jean-Jacques Lécot
- Jeanne Pérez : La gardienne
- Joëlle Robin :  Louise Marchand
- Pierre Stéphen : Le maire des Garets
- Jean Topart :  Paul Malray adulte
- Victor Vina : Le paralytique
- Johnny Chambot : Paul Malray jeune
- Paul Higonenc :  Le père Clément
- Georges Montal : Le meunier